# Ивайло Петков
Ивайло Руменов Петков е бивш български футболист и настоящ спортно-технически директор на русенския ФК Дунав, роден на 24 март 1976 г. в Долни Дъбник, област Плевен. Висок е 186 см и тежи 85 кг. Играл е като централен защитник и ляв защитник. През сезон 2008 е капитан на руския отбор Кубан. Има 64 мача и 3 гола за националния отбор на България.
Към 2014 г. е футболен мениджър на Станислав Манолев.

## Успехи
Литекс (Ловеч)
- Шампион (3): 1997 – 98, 2009 – 10, 2010 – 11
- Купа на България – 2009
- Суперкупа на България – 2010

- Шампион на Турция през 2004

- Играе за националния отбор на България от 1997 до 2007 г. (65 мача и 3 гола).

- Участва на СП-1998 във Франция (в 2 мача).

- Участва на ЕП'2004 в Португалия (в 2 мача).

- Чавдар (Бяла Слатина) (1993/94, 19/1)
- Спартак Пл. (1996/97, 29/2)
- Литекс (1997/98, 27/3)
- Истанбулспор (Турция) (1998/99 – 2003/04, 161/7)
- Фенербахче (2003/04, 16/0)
- Кубан Краснодар (2004/05, 44/2)
- Анкарагюджу (Турция) (2005/06 – 2006/07, 44/2)
- Кубан Краснодар (07.2007 13/1) (на 05.11.2007)
- Литекс (от януари 2009)